# Jo Kum-ryong
Jo Kum-ryong (koreanisch 조금룡; * 31. Mai 1999) ist ein nordkoreanischer Leichtathlet, der sich auf den Sprint spezialisiert hat. Aktuell ist er Inhaber des Landesrekordes im 100-Meter-Lauf.

## Sportliche Laufbahn
Erste internationale Erfahrungen sammelte Jo Kum-ryong im Jahr 2018, als er bei den Asienspielen in Jakarta mit 10,76 s und 21,85 s jeweils in der ersten Runde über 100 und 200 Meter ausschied. 2023 schied er bei den Asienspielen in Hangzhou mit 10,33 s im Halbfinale im 100-Meter-Lauf aus und im Jahr darauf gewann er bei den Hallenasienmeisterschaften in Teheran in 6,66 s die Bronzemedaille über 60 Meter hinter dem Omaner Ali Anwar Ali al-Balushi und Shūhei Tada aus Japan.

## Persönliche Bestzeiten
- 100 Meter: 10,28 s (−0,2 m/s), 29. September 2023 in Hangzhou
  - 60 Meter (Halle): 6,60 s, 18. Februar 2024 in Teheran
- 200 Meter: 21,85 s (−1,1 m/s), 28. August 2018 in Jakarta